# Corticaria lineatoserrata
Corticaria lineatoserrata is een keversoort uit de familie schimmelkevers (Latridiidae). De wetenschappelijke naam van de soort werd in 1976 gepubliceerd door Johnson.